# العبودية (فلم)
العبودية (بالإنجليزية: Captivity) هو فيلم رعب من إخراج رولاند جوفي وبطولة إليشا كثبيرت، دانيال جيليس، بروت تايلور فينس، مايكل هارني ولاز ألونسو، صدر الفيلم في 13 يوليو 2007.

## نبذة
تدور الأحداث حول رجل وامرأة يستيقظا ذات يوم ليجدا أنفسهما مختطفين داخل قبو، ليبدأ الخاطف الدفع بهم لمرحلة الجنون النفسي، وتتوالى الأحداث بين حالات من الفزع المروع والكشف عن سبب الاختطاف.